# Le Busseau

Le Busseau este o comună în departamentul Deux-Sèvres, Franța. În 2009 avea o populație de 720 de locuitori.